# 韦观
韦观，武進人，明朝政治人物。進士出身。

## 生平
正統元年（1436年），登進士，天顺七年任福建兴化府知府，成化元年(1465年)由岳正接任。